# 絵島生島
『絵島生島』（えじまいくしま）は、1953年から1954年まで東京新聞に連載されていた舟橋聖一の小説。1954年と1955年に新潮社から単行本が刊行され、2007年に同社文庫に復刊。1955年には松竹によって映画化され、1971年には東京12チャンネル（現・テレビ東京）と歌舞伎座テレビ室によってテレビドラマ化された。

## 映画
1955年10月30日公開。カラー映画。

### スタッフ
- 配給：松竹
- 監督：大庭秀雄
- 脚本：柳井隆雄
- 音楽：池田正義

### キャスト
- 絵島：淡島千景
- 生島新五郎：九代目市川海老蔵（十一代目市川團十郎）
- 宇津：草笛光子
- 月光院：高峰三枝子
- 天英院：三宅邦子
- 徳川家宣：三代目市川左團次
- 徳川家継：小林きよし
- 紀州公吉宗：七代目坂東彦三郎
- 間部越前守：高橋貞二
- 新井白石：石黒達也
- 土屋相模守：柳永二郎
- 秋元但馬守：海江田譲二
- 安藤対馬守：南光明
- 阿部豊後守：藤間林太郎
- 奥山交竹院：河野秋武
- 山田宗円：山形勲
- 宮路：丹阿弥谷津子
- 梅山：草島競子
- 友音：小園蓉子
- 小のぶ：高木悠子
- 玉椿：沢村貞子
- 二代目市川團十郎：二代目尾上松緑
- 山中平九郎：三代目尾上鯉三郎
- 滝井半四郎：六代目尾上菊蔵
- 藤村半太夫：三代目市川瀧之丞
- 五代目山村長太夫：香川良介
- 清七：青山宏
- 津賀屋善六：三代目尾上多賀之丞
- 後藤縫之助：永田光男
- 岡本五郎右衛門：三井弘次
- 谷口新平：山路義人
- 奥山喜内：原健策
- 老中：荒木忍
- 仙石：須賀不二男
- 井口：加東大介
- 吉宗の家臣：大友富右衛門
- 津雲：天野刃一

## テレビドラマ
1971年10月2日から同年12月25日まで東京12チャンネルで放送。日産自動車の一社提供。全13話。放送時間は毎週土曜 21:00 - 21:56 （日本標準時）。

### スタッフ
- 製作：東京12チャンネル、歌舞伎座テレビ室
- 脚本：生田直親
- 音楽：清元梅吉
- 監督：西山正輝、菊地明、井沢雅彦 ほか
- 振付：花柳寿楽、藤間勘五郎
- 時代考証：林美一
- 製作協力：京都映画

### キャスト
- 絵島：有馬稲子
- 生島新五郎：片岡孝夫
- 左京の方：小畠絹子
- おすめの方：月丘千秋
- 天竜院：喜多川千鶴
- 徳川家宣：北上弥太郎
- 徳川家継：片桐秀樹
- 新井白石：入江正徳
- 大納言治行:田浦正巳
- 間部詮房：佐藤慶
- 土屋政直：瑳川哲朗
- 市川團十郎：観世栄夫
- 奥山交竹院：松村達雄
- 奥山喜内：原健策
- ひさ：荒木雅子
- 宮路：三条泰子
- 渚：二本柳敏恵
- 八幡屋：入川保則
- 達磨三郎兵衛：山岡徹也
- うつ：岩井友見
- 玉椿：佐々木すみ江

### サブタイトル
1. 1971年10月2日 「狂恋の舞」
2. 1971年10月9日 「春らんまん」
3. 1971年10月16日 「風薫る」
4. 1971年10月23日 「うつせみの宴」
5. 1971年10月30日 「艶文まいる」
6. 1971年11月6日 「浮草の恋」
7. 1971年11月13日 「おんな心」
8. 1971年11月20日 「はかなき心」
9. 1971年11月27日 「恋ざんまい」
10. 1971年12月4日 「盲目のほのお」
11. 1971年12月11日 「落花の賊」
12. 1971年12月18日 「あだし世」
13. 1971年12月25日 「花散る里」

| 東京12チャンネル 土曜21:00枠                                  | 東京12チャンネル 土曜21:00枠                | 東京12チャンネル 土曜21:00枠                                   |
| 前番組                                                        | 番組名                                      | 次番組                                                         |
| ------------------------------------------------------------- | ------------------------------------------- | -------------------------------------------------------------- |
| 大江戸捜査網（第1シリーズ） （1970年10月3日 - 1971年9月25日） | 絵島生島 （1971年10月2日 - 1971年12月25日） | 土曜邦画劇場（第2期） （1972年1月 - 1972年3月） ※21:00 - 22:25 |